# 시생누대

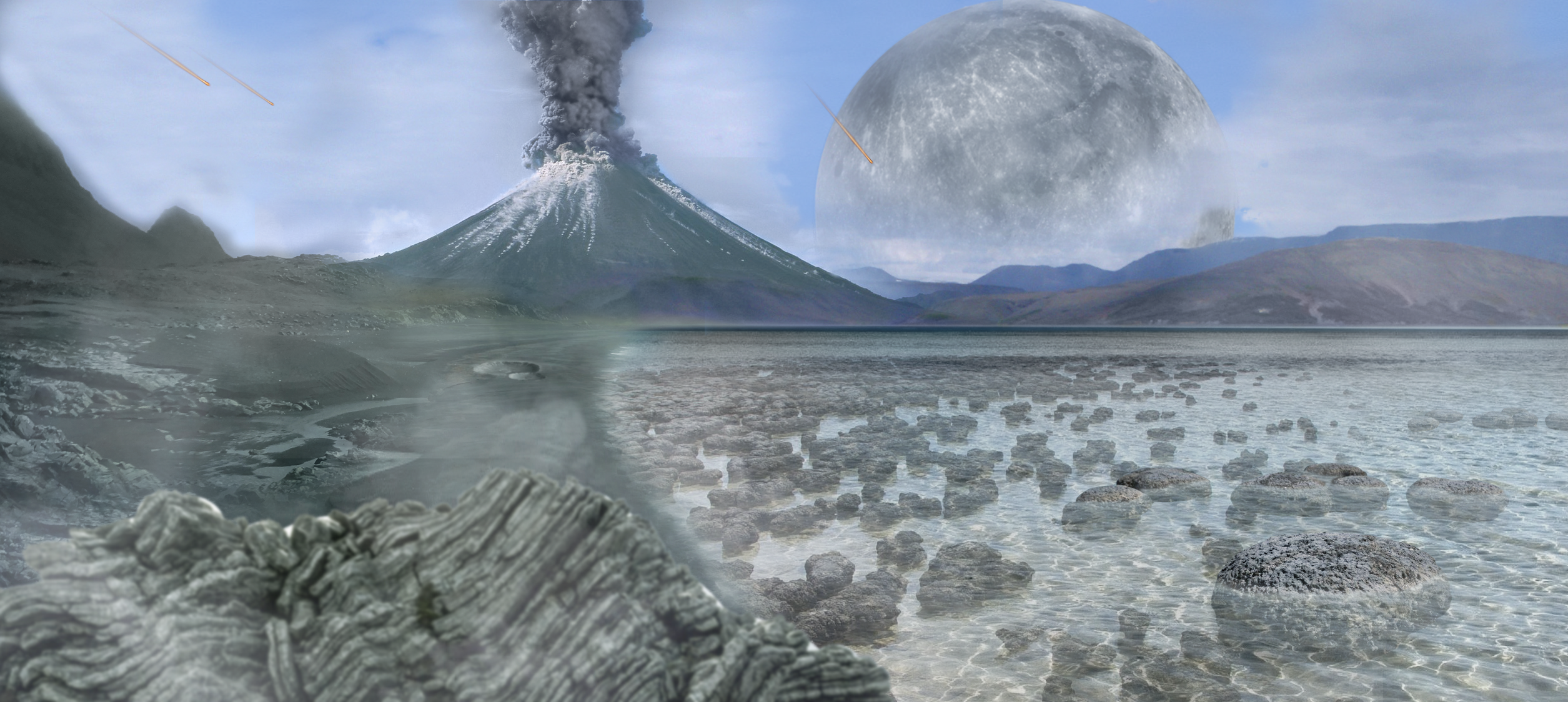

시생누대(始生累代, Archean)는 지질 시대 구분의 하나로 약 38억 7,500만 년 전으로부터 27억 5천만 년 전(혹은 40억 년 전부터 25억 년 전)까지의 시기다. 시생누대에 지구의 지각은 대륙을 형성하고 지구상 생명체들이 발생하기에 적합할 만큼 식었다. 이 시대에 바다가 생겼을 것으로 추정된다.

## 용어와 분류상의 변화
시생누대의 영문명칭인 'Archean'은 '태초(beginning, origin)'라는 뜻의 고대 그리스어 'Αρχή'에서 유래하였다. 이 명칭은 "가장 최초의 지질학적 시대"라는 뜻으로 1872년에 처음 쓰였다. 명왕누대가 인식되기 전, 시생누대는 지구가 형성된 45억 4천만 년 전으로부터 25억 년 전까지의 지구 초창기 시대를 아울렀다.
시생누대의 시작과 끝은 층서학에 기반을 두지 않고, 연대측정의 방법으로 정해진다. 40억 년 전이라는 이 시대의 고한선(古限線), 혹은 시점(始點)은 국제층서학회에서 공식적으로 받아들여졌다.

## 지질
시생누대가 시작될 때 지구의 지각열류량은 오늘날의 거의 세 배나 되었고, 시생누대에서 원생누대로 넘어갈 시기에조차 오늘날의 두 배에 달했다. 높은 지각열류량의 원인은 행성의 형성과정에서의 강착, 금속성 핵의 형성, 그리고 방사성 원소들의 붕괴 등으로부터 발생한 열기가 혼합된 결과였다.
일부 광물입자들이 명왕누대에 있었다고 알려져있기는 하지만, 지표면에 노출된 가장 오래된 암석은 시생누대에나 형성되었다. 시생누대의 암석은 그린란드, 시베리아 캐나다 순상지, 몬태나와 와이오밍(와이오밍 대륙괴의 노출부), 발트 순상지, 로돕프 마시프(불가리아 남부), 스코틀랜드, 인도, 브라질, 서호주, 남아프리카 등지에서 발견된다. 지금까지 남아있는 시생누대의 암석은 대체로 화강암이다. 이들의 암석 종류로는 화강암과, 섬록암, 초염기성 또는 염기성 층상 관입암, 사장암, 사누키토이드로 알려진 이장암(二長岩, monzonites) 등으로 이루어진 방대한 화성암들과 대용융층으로 이루어져 있다.
시생누대의 암석은 회색사암(Graywackes), 이암, 화산퇴적물, 호상철광층 등 심해퇴적물이 크게 변성된 것이다. 화산활동은 오늘날보다 매우 활발했는데, 코마티아이트와 같이 특이한 형태의 광물이 포함된 용암의 분출도 잦았다. 그럼에도 불구하고 지금까지 남아있는 시원누대의 대륙괴에는 관입화성암이 주류를 이루고 있다. 탄산염 암석은 거의 찾아볼 수가 없는데, 이로써 당시 해양에 원생누대에 비해 더 많은 이산화탄소가 용해되어 산성이 보다 강했음을 알 수 있다. 녹색편암대(Greenstone belts)는 시생누대의 전형적인 지층으로 시생누대 규장질 화산암 등을 포함하는 마그네슘-철 성분의 변성화산암 및 변성퇴적암으로 이루어져 있다. 변성화산암은 대개 화산열도에서 만들어지는 반면, 변성퇴적암은 호상열도 근처에서 침식되어 전호분지에 퇴적된 심해퇴적물이 변성된 것이다. 두 가지 형태의 변성암이 모두 있는 녹암지대는 원시대륙(原始大陸)들이 충돌한 대표적인 봉합대이다.
지구상의 대륙은 시생누대에 형성되기 시작하였다. 다만, 시생누대 초기의 지구는 지금과는 다른 판구조 양상을 보였으며, 초창기 대륙의 세부적인 형성론은 광범위한 지질학적 증거가 부족하여 여전히 논쟁의 여지가 있다.
일부 과학자들은 지구가 더 뜨거웠기 때문에 판구조활동이 지금보다 더 활발했으며, 지각물질은 지금보다 더 빠른 주기로 순환했다고 생각한다. 따라서 맨틀이 식고 대류 속도가 느려질 때까지는 대륙의 성장이 가로막혔을 수 있다. 이와는 반대로 이 때의 대륙판 암석권은 섭입하기에는 너무 가벼웠으나 시원누대의 암석이 드문 것은 이후의 판구조활동에 의한 침식 때문이라는 주장도 있다. 시원누대 동안 판구조활동이 있었는가 하는 문제는 현대 지구과학에서 활발히 연구되는 분야이다.
한편, 초창기 대륙 형성에 대한 한 가지 가설은 오늘날의 인도와 호주, 그리고 남아프리카의 암석들이 31억 년 전에 우르(Ur)라 명명한 하나의 대륙이었다는 것이다. 또 다른 논쟁적인 가설은 서호주와 남아프리카의 암석들이 36억 년 전 후에야 바알바라라는 이름의 대륙으로 합쳐졌다는 것이다. 이에 따르면, 시생누대의 말기 전에는 큰 대륙은 없었다. 작은 원시대륙들이 일반적이었으나 활발한 지질활동으로 인해 이들이 충돌하여 더 큰 덩어리로 되는 것은 방해받았다. 규장질 원시대륙은 아마도 섭입대가 아니라 열점에서 만들어졌을 것으로 생각된다. 규장질 암석은 염기성 마그마의 분화작용, 규장질 암석을 녹이는 염기성 마그마와 중성 암석의 화강암화, 염기성 암석의 부분용융, 규장질 퇴적암의 변성 등의 과정을 통하여 공급되었다. 이렇게 형성된 대륙의 조각들은 당시의 활발한 섭입작용을 운좋게 피할 수 있었거나 충분히 가벼운 경우에만 보존될 수 있었다.
그러나 이 시대에 최초의 대륙들이 형성되었다 하더라도 이 시기의 암석은 오늘날 세계 대륙괴의 7%에 불과하며, 보다 과거에 형성된 지대의 침식과 붕괴를 고려한다 하더라도, 증거가 뒷받침되는 것은 시생누대에 형성된 대륙 가운데 오늘날까지 남아있는 영역은 단지 5~40%인 것으로 여겨진다.
시생누대가 끝나는 25억 년 전 경, 판구조적 활동이 오늘날 지구와 비슷해졌다. 퇴적분지가 잘 보존되어 있고, 화산호(火山弧, volcanic arc), 대륙 내 열곡(intracontinental rifts), 대륙 간 충돌, 전 지구적으로 퍼져 있는 조산대 등, 하나 혹은 여럿의 초대륙들이 합쳐지거나 쪼개졌다는 증거가 있다. 호상철광층과 각암층리, 화학적 퇴적암, 침상용암 등의 증거로써 액상의 물이 풍부하여 깊은 해양분지가 이미 형성되었음을 알 수 있다.

### 대한민국: 대이작도 한반도 최고령 암석
대이작도 서부와 소이작도에 분포하는 혼성편마암 또는 토날라이트질 편마암은 SHRIMP U-Pb 저어콘 연대측정 결과 이 혼성암은 약 2.58 Ga에 정치한 원암이 2508±18 Ma에 광역변성작용을 받아 형성되었으며 시생누대 신시생대의 것으로 한국의 최고령 암석에 해당된다. 현미경 관찰에 의하면 석영과 장석, 각섬석 등으로 구성되며 변성 및 재결정 작용이 관찰된다.

## 환경
시생누대의 대기에는 아마도 자유산소가 거의 없었을 것으로 생각된다. 천문학자들은 당시 태양의 광도가 오늘날의 70~75% 정도였으며, 지구의 기온은 지구가 형성된지 불과 5억 년 만에 오늘날의 수준으로 떨어졌으리라 생각한다(The faint young Sun paradox). 다만, 지구의 기온이 더 떨어지지 않고 적당한 수준을 유지한 것은 아마도 지구역사상 후대보다 훨씬 많은 온실기체가 존재했기 때문일 것이다. 이와 대조적으로 이 시기 지구의 반사율(albedo)은 대륙부와 구름이 거의 없어 매우 낮았을 것이다. 다만, 액체 상태의 물이 있었던 것으로 보이는데, 이는 퇴적암 기원의 고변성 편마암의 존재를 통해 증명된다.

## 생물
시아노박테리아의 화석이 시생누대 전체를 통하여 발견된다. 후대로 갈수록 더 흔해진다. 쳐트 층리에서는 박테리아 화석일 개연성이 높은 것들이 발견된다. 세균역의 화석에 더하여 고균역의 화석 역시 동정되었다.
시생누대 동안에 계속하여 생물이 존재하였던 것으로 보인다. 그러나 핵이 없어 단세포생물인 원핵생물이었던 것으로 보인다. 이 시기에 진핵생물은 화석을 남기지 않고 진화해왔다고 생각된다. 바이러스의 화석증거는 아직 없다.

## 참고 문헌
1. ↑  “archaean: Origin and meaning of archaean by Online Etymology Dictionary” (영어). 2020년 12월 14일에 확인함.
2. ↑  https://stratigraphy.org/ICSchart/ChronostratChart2013-01.pdf
3. ↑  “View of Igneous Rock Associations 10. Komatiites: Geoscience Canada”. 2020년 12월 14일에 확인함.
4. ↑  Cooper, John D. (1986). 《A trip through time : principles of historical geology》. Columbus, Ohio: Merrill Pub. Co. ISBN 0-675-20140-3.
5. ↑  Stanley, Steven M. (1998). 《Earth system history》. New York: W.H. Freeman. 302-303쪽. ISBN 0-7167-2882-6.
6. ↑  Stanley, Steven M. Earth System History. New York: W.H. Freeman and Company, 1999. ISBN 0-7167-2882-6 p. 297-301
7. ↑  Rogers, John J. W. (1996년 1월). “A History of Continents in the past Three Billion Years”. 《The Journal of Geology》 (영어) 104 (1): 91–107. doi:10.1086/629803. ISSN 0022-1376.
8. ↑  Cheney, E.S. (1996년 7월). “Sequence stratigraphy and plate tectonic significance of the Transvaal succession of southern Africa and its equivalent in Western Australia”. 《Precambrian Research》 (영어) 79 (1-2): 3–24. doi:10.1016/0301-9268(95)00085-2.
9. ↑  Stanley, pp. 297-301
10. ↑  Stanley, Steven M (1999). 《Earth system history》 (영어). New York: W.H. Freeman. 301-302쪽. ISBN 978-0-7167-2882-5.
11. ↑  “The oldest (ca. 2.51 Ga) rock in South Korea: U–Pb zircon age of a tonalitic migmatite, Daeijak Island, western Gyeonggi massif”. 《Geosciences Journal》 12 (1): 1-6. 2008년 3월. doi:10.1007/s12303-008-0001-1.
12. ↑  Walker, James C. G. (1985년 6월). “Carbon dioxide on the early earth”. 《Origins of Life and Evolution of the Biosphere》 (영어) 16 (2): 117–127. doi:10.1007/BF01809466. ISSN 0169-6149.
13. ↑  Pavlov, Alexander A.; Kasting, James F.; Brown, Lisa L.; Rages, Kathy A.; Freedman, Richard (2000년 5월 25일). “Greenhouse warming by CH 4 in the atmosphere of early Earth”. 《Journal of Geophysical Research: Planets》 (영어) 105 (E5): 11981–11990. doi:10.1029/1999JE001134.
14. ↑  Rosing, Minik T.; Bird, Dennis K.; Sleep, Norman H.; Bjerrum, Christian J. (2010년 4월). “No climate paradox under the faint early Sun”. 《Nature》 (영어) 464 (7289): 744–747. doi:10.1038/nature08955. ISSN 0028-0836.
15. ↑  Stanley, 307
16. ↑  Stanley, pp. 306, 323